# Popoudina
Popoudina  (лат.) — род молей семейства медведиц, обитающий в тропической Африке. Раньше эти насекомые ошибочно относились к роду Estigmene. Вероятно также, что и некоторые другие виды Estigmene следует относить к Popoudina.
Некоторые виды (всего около 10).
- Popoudina lemniscata Distant, 1898
- Popoudina leighi Rothschild, 1910
- Popoudina unistriga Grünberg, 1910

Подрод Pseudopopoudina Dubatolov, 2006
- Popoudina brosi de Toulgoët, 1986